# Himno óptico
«Himno óptico» es la última canción que forma parte del tercer álbum de estudio La máquina del tiempo, perteneciente a la banda de rock argentina Los Twist. Fue grabada y editada bajo el sello CDA en 1985.

## Interpretación
La letra fue compuesta por Pipo Cipolatti y Andrés Calamaro en homenaje al actor galés-estadounidense Ray Milland; quien fallecería hacia marzo de 1986. La letra está completamente escrita y cantada en inglés y fue interpretada por la ficticia banda Ray Milland Band en el programa Badía y Cía a fines de diciembre de 1986.